# Sandsteinkeuper
Sandsteinkeuper ist der obere Teil des mittleren Keupers im süddeutschen Raum, benannt nach der verbreiteten Entwicklung von Sandsteinen. Sandstein bezeichnet eine Gruppe von Sedimentgesteinen, die durch die Verfestigung von Sand entstanden sind. Diese bestehen vorwiegend aus Quarzkörnern, die durch ein toniges kaolinisches, kalkiges, mergeliges, kieseliges oder eisenschüssiges Bindemittel verkittet sind.
Wo der Blasensandstein vom Burgsandstein überlagert wird, ist das ergiebige Trinkwasservorkommen des Sandsteinkeupers entwickelt, das durch zahlreiche große Gewinnungsanlagen genutzt wird.
Die Bildung von Gipsmergel und Dolomitstein verlagerte sich im Laufe des Sandsteinkeupers
immer weiter nach Nordwesten in das Beckeninnere.  Im Süden dominierten festländische, meist schlecht sortierte, feldspathaltige Sandsteine aus dem Verwitterungsschutt der Vindelizischen Schwelle. Sie wechseln mit Tonsteinen ab und bilden heute die Schichtstufe von Steigerwald und Frankenhöhe. Nur vereinzelt findet man Dolomit-, Gips- und Chalcedon-Einschaltungen. Der brackisch-limnische Feuerletten schließt die Abfolge des Sandsteinkeupers ab.